# Podgreda (Livno, BiH)
Podgreda je naseljeno mjesto u gradu Livnu, Federacija Bosne i Hercegovine, BiH.

## Stanovništvo

### 1991.
Nacionalni sastav stanovništva 1991. godine, bio je sljedeći:
ukupno: 89
- Hrvati - 78
- Muslimani - 11

### 2013.
Nacionalni sastav stanovništva 2013. godine, bio je sljedeći:
ukupno: 89
- Hrvati - 80
- Bošnjaci - 9